# Josef Wallner (Politiker, 1908)
Josef Wallner (* 10. Mai 1908 in Schierling; † 19. April 1991 in Mallersdorf) war ein deutscher Politiker (WAV, später DP).

## Abgeordneter
Wallner gehörte dem Deutschen Bundestag in dessen erster Legislaturperiode (1949–1953) an. Ursprünglich für die WAV gewählt, verließ er diese am 6. Dezember 1951 mit dem Großteil seiner Fraktionskollegen aus Protest gegen die Wiederwahl von Alfred Loritz zum Parteivorsitzenden und schloss sich der DP an. Diese verließ er bereits ein Jahr später am 9. Dezember 1952 und war fortan fraktionslos.

## Öffentliche Ämter
Von 1945 bis 1964 war er Erster Bürgermeister seiner Heimatgemeinde Schierling. 1964 wurde er Landrat im damaligen Landkreis Mallersdorf. Während dieser Zeit wurden die entscheidenden Weichen für den Neubau des Kreiskrankenhauses Mallersdorf gestellt. 1970 stellte er sich nicht zur Wiederwahl.